# The Mirror of Justice
Pour plus de détails, voir Fiche technique et Distribution.
The Mirror of Justice (littéralement, Le Miroir de la justice) est un film muet américain réalisé par Lynn Reynolds, sorti en 1915.

## Fiche technique
- Titre : The Mirror of Justice
- Réalisation : Lynn Reynolds
- Scénario : F. McGrew Willis
- Producteur : Pat Powers
- Société de production : Powers Picture Plays
- Société de distribution : Universal Film Manufacturing Company
- Pays d'origine :  États-Unis
- Langue : film muet avec les intertitres en anglais
- Métrage : 300 m (1 bobine)
- Format : Noir et blanc — 35 mm — 1,33:1 — Muet
- Genre : Film dramatique
- Durée : 10 minutes
- Dates de sortie : 
  -  États-Unis : 27 novembre 1915

## Distribution
- Sydney Ayres : Bob Clark
- Doris Pawn : Irma Grant
- Val Paul (en) : James Matthews
- May Benson : Mère Allen